# Свети мученик Терентије, Африкан, Максим, Помпије и осталих 36 с њима
Свети Терентије, Африкан, Максим, Помпије и осталих 36 с њима су ранохришћански мученици који су страдали у време прогона хришћана цара Трајана Декија.
По наредби цара Трајана намесник Африке Фортунијан, где се хришћанство током 2. и 3. века значајно проширило, објавио је наредбу да сви морају приносити жртве идолима; у противном запретио је страшним мучењем и погубљењем. Чувши за ове претње слаби у вери су отпали од вере и прихватили да се поклоне се идолима. Но ових 40 мученика остали су непоколебљиви, због чега су биили изложени мучењу.
Свети Терентије је посебно храбрио остале речима: "чувајмо се, браћо, да се не одрекнемо Христа Бога нашега, те да се и Он нас не одрекне пред Оцем својим небесним и светим ангелима!".
Након тога намесник је групу од тридесет и шест хришћана, након шибања и стругања и посипања сољу отворених рана, посекао мачем. Преосталу четворицу је бацио у тамницу са тешким оковима о врату, на рукама а и на ногама. У житијама стоји да је им се јавио анђео Божји у тамници, додирнуо окове окованих, и да су окови спадли. Након тога су поново изведени и мучени, и поново затворени у тамницу. Након свега осуђени су на смртну казну. Док су их водили на погубљење радосно су певали псалме и хваљалили Бога, који их удостојио мученичке смрти. 
Страдали су 10. (23) априла 250. године. На тај дан Православна црква прославља свете мученике Терентија и остале с њим.